# Sant Just i Sant Pastor de Llonat
Sant Just i Sant Pastor de Llonat era l'església del poble de Llonat, del terme comunal dels Masos, a la comarca del Conflent, de la Catalunya del Nord.
Estava situada en el lloc on avui dia s'obre la plaça del poble de Llonat, davant de la Casa de la Vila.
És documentada des del 1035, any en què Guifré II de Cerdanya va fer diverses donacions a Sant Martí del Canigó abans de retirar-s'hi com a monjo.